# Coppa Davis 2023 - Fase finale
Le finali della Coppa Davis 2023 (Davis Cup Finals in inglese) sono il più alto livello della Coppa Davis 2023. La fase a gironi si è disputata dal 12 al 17 settembre 2023 su campi in cemento indoor nelle sedi di Bologna, Manchester, Valencia e Spalato. La fase a eliminazione diretta si è disputata dal 21 al 26 novembre 2023 presso il Palacio de Deportes José María Martín Carpena di Malaga, in Spagna.
L'Italia ha battuto in finale l'Australia con il punteggio di 2-0.

## Squadre partecipanti
Le 16 squadre ammesse alla fase finale sono:
- Le 12 squadre che vinceranno gli spareggi di qualificazione alla fase finale
- La vincitrice dell'edizione precedente: Canada
- La finalista dell'edizione precedente: Australia
- Le 2 squadre a cui è stata assegnata una Wild card in base alla migliore classifica a squadre di Coppa Davis e al miglior ranking ATP dei suoi migliori giocatori: Spagna e Italia

| Partecipanti                                                                                        | Partecipanti | Partecipanti | Partecipanti      |
| Australia (F)                                                                                       | Canada (TH)  | Cile         | Corea del Sud     |
| Croazia (H)                                                                                         | Finlandia    | Francia      | Gran Bretagna (H) |
| Italia (WC) (H)                                                                                     | Paesi Bassi  | Rep. Ceca    | Serbia            |
| Spagna (WC) (H)                                                                                     | Svezia       | Svizzera     | Stati Uniti       |
| --------------------------------------------------------------------------------------------------- | ------------ | ------------ | ----------------- |
| H = Paesi ospitanti, TH = Detentrice del titolo, F = Finalista dell'ultima edizione, WC = Wild-card |              |              |                   |

## Sorteggio
Il sorteggio dei gironi si è svolto il 29 marzo 2023 a Malaga, in Spagna, sede della fase a eliminazione diretta. Le 16 squadre sono state divise in 4 gironi da quattro squadre ciascuno. Le teste di serie sono state i campioni e i vicecampioni dell'ultima edizione (Canada e Australia) affiancate da Spagna e Croazia, e sono dunque state inserite nella prima urna. Le 12 squadre rimanenti sono state distribuite tra la seconda e la quarta urna e sorteggiate nei vari gruppi. Le quattro nazioni ospitanti sono state inserite in gironi differenti.
| 1ª urna                                                      | 2ª urna                                         | 3ª urna                              | 4ª urna                               |
| ------------------------------------------------------------ | ----------------------------------------------- | ------------------------------------ | ------------------------------------- |
| 1. Canada (TH) 2. Australia (F) 3. Spagna (H) 4. Croazia (H) | Italia (H) Gran Bretagna (H) Serbia Paesi Bassi | Stati Uniti Francia Svezia Rep. Ceca | Corea del Sud Cile Svizzera Finlandia |

## Formato
Ogni confronto tra le squadre comprende due incontri di singolare e uno di doppio, tutti giocati nella stessa giornata. Ogni partita si gioca al meglio di tre set, ognuno dei quali prevede l'eventuale tie-break. Ogni incontro vinto assegna 1 punto e 1 punto ulteriore per la squadra vincente il confronto tra le due Nazionali. Le prime due di ciascun gruppo hanno accesso alla fase a eliminazione diretta.
| Giorno                      | Turno            | Numero di squadre                         |
| --------------------------- | ---------------- | ----------------------------------------- |
| 12 settembre - 17 settembre | Round Robin      | 16 (4 gruppi da 4 squadre)                |
| 21 novembre - 24 novembre   | Quarti di finale | 8 (le vincenti e le seconde dei 4 gruppi) |
| 25 novembre                 | Semifinali       | 4                                         |
| 26 novembre                 | Finale           | 2                                         |

Le 2 finaliste sono automaticamente qualificate per la fase finale 2024, tutte le altre, ad eccezione delle 2 entrate con la wild card, sono ammesse agli spareggi di qualificazione alla fase finale 2023.

## Fase a gironi

### Gruppo A
Gli incontri del Gruppo A si sono disputati all'Unipol Arena di Bologna, in Italia.
| Pos. | Nazione | V–P | Match V–P | Set V–P | Game V–P |
| ---- | ------- | --- | --------- | ------- | -------- |
| 1    | Canada  | 3–0 | 8–1       | 16–4    | 123–100  |
| 2    | Italia  | 2–1 | 5–4       | 12–11   | 121–116  |
| 3    | Cile    | 1–2 | 4–5       | 11–11   | 116–115  |
| 4    | Svezia  | 0–3 | 1–8       | 4–17    | 93–122   |

#### Svezia vs. Cile
| Svezia 0 | Unipol Arena, Bologna, Italia 12 settembre 2023 Cemento (indoor) | Unipol Arena, Bologna, Italia 12 settembre 2023 Cemento (indoor)              | Cile 3 |     |     |  |
| \| \| \| \| 1 \| 2 \| 3 \| \| \| - \| \| ----------------------------------------------------------------------------- \| --- \| --- \| --- \| \| \| 1 \| \| Leo Borg Cristian Garín \| 6 7 \| 6 3 \| 5 7 \| \| \| 2 \| \| Elias Ymer Nicolás Jarry \| 2 6 \| 4 6 \| \| \| \| 3 \| \| Filip Bergevi / André Göransson Marcelo Tomás Barrios Vera / Alejandro Tabilo \| 4 6 \| 5 7 \| \| \| |                                                                  |                                                                               |        |     |     |  |
| |                                                                  |                                                                               | 1      | 2   | 3   |  |
| 1 | Svezia (bandiera) · Cile (bandiera)                              | Leo Borg Cristian Garín                                                       | 6 7    | 6 3 | 5 7 |  |
| 2 | Svezia (bandiera) · Cile (bandiera)                              | Elias Ymer Nicolás Jarry                                                      | 2 6    | 4 6 |     |  |
| 3 | Svezia (bandiera) · Cile (bandiera)                              | Filip Bergevi / André Göransson Marcelo Tomás Barrios Vera / Alejandro Tabilo | 4 6    | 5 7 |     |  |

#### Canada vs. Italia
| Canada 3 | Unipol Arena, Bologna, Italia 13 settembre 2023 Cemento (indoor) | Unipol Arena, Bologna, Italia 13 settembre 2023 Cemento (indoor)  | Italia 0 |     |      |  |
| \| \| \| \| 1 \| 2 \| 3 \| \| \| - \| \| ----------------------------------------------------------------- \| ---- \| --- \| ---- \| \| \| 1 \| \| Alexis Galarneau Lorenzo Sonego \| 7 68 \| 6 4 \| \| \| \| 2 \| \| Gabriel Diallo Lorenzo Musetti \| 7 5 \| 6 4 \| \| \| \| 3 \| \| Alexis Galarneau / Vasek Pospisil Simone Bolelli / Matteo Arnaldi \| 64 7 \| 6 4 \| 7 63 \| \| |                                                                  |                                                                   |          |     |      |  |
| |                                                                  |                                                                   | 1        | 2   | 3    |  |
| 1 | Canada (bandiera) · Italia (bandiera)                            | Alexis Galarneau Lorenzo Sonego                                   | 7 68     | 6 4 |      |  |
| 2 | Canada (bandiera) · Italia (bandiera)                            | Gabriel Diallo Lorenzo Musetti                                    | 7 5      | 6 4 |      |  |
| 3 | Canada (bandiera) · Italia (bandiera)                            | Alexis Galarneau / Vasek Pospisil Simone Bolelli / Matteo Arnaldi | 64 7     | 6 4 | 7 63 |  |

#### Canada vs. Svezia
| Canada 3 | Unipol Arena, Bologna, Italia 14 settembre 2023 Cemento (indoor) | Unipol Arena, Bologna, Italia 14 settembre 2023 Cemento (indoor)  | Svezia 0 |      |     |  |
| \| \| \| \| 1 \| 2 \| 3 \| \| \| - \| \| ----------------------------------------------------------------- \| ---- \| ---- \| --- \| \| \| 1 \| \| Vasek Pospisil Leo Borg \| 7 65 \| 5 7 \| 6 2 \| \| \| 2 \| \| Gabriel Diallo Elias Ymer \| 6 4 \| 6 3 \| \| \| \| 3 \| \| Alexis Galarneau / Vasek Pospisil Filip Bergevi / André Göransson \| 7 69 \| 7 63 \| \| \| |                                                                  |                                                                   |          |      |     |  |
| |                                                                  |                                                                   | 1        | 2    | 3   |  |
| 1 | Canada (bandiera) · Svezia (bandiera)                            | Vasek Pospisil Leo Borg                                           | 7 65     | 5 7  | 6 2 |  |
| 2 | Canada (bandiera) · Svezia (bandiera)                            | Gabriel Diallo Elias Ymer                                         | 6 4      | 6 3  |     |  |
| 3 | Canada (bandiera) · Svezia (bandiera)                            | Alexis Galarneau / Vasek Pospisil Filip Bergevi / André Göransson | 7 69     | 7 63 |     |  |

#### Italia vs. Cile
| Italia 3 | Unipol Arena, Bologna, Italia 15 settembre 2023 Cemento (indoor) | Unipol Arena, Bologna, Italia 15 settembre 2023 Cemento (indoor)               | Cile 0 |     |      |  |
| \| \| \| \| 1 \| 2 \| 3 \| \| \| - \| \| ------------------------------------------------------------------------------ \| ---- \| --- \| ---- \| \| \| 1 \| \| Matteo Arnaldi Cristian Garín \| 2 6 \| 6 4 \| 6 3 \| \| \| 2 \| \| Lorenzo Sonego Nicolás Jarry \| 3 6 \| 7 5 \| 6 4 \| \| \| 3 \| \| Lorenzo Musetti / Lorenzo Sonego Marcelo Tomás Barrios Vera / Alejandro Tabilo \| 63 7 \| 6 3 \| 7 62 \| \| |                                                                  |                                                                                |        |     |      |  |
| |                                                                  |                                                                                | 1      | 2   | 3    |  |
| 1 | Italia (bandiera) · Cile (bandiera)                              | Matteo Arnaldi Cristian Garín                                                  | 2 6    | 6 4 | 6 3  |  |
| 2 | Italia (bandiera) · Cile (bandiera)                              | Lorenzo Sonego Nicolás Jarry                                                   | 3 6    | 7 5 | 6 4  |  |
| 3 | Italia (bandiera) · Cile (bandiera)                              | Lorenzo Musetti / Lorenzo Sonego Marcelo Tomás Barrios Vera / Alejandro Tabilo | 63 7   | 6 3 | 7 62 |  |

#### Canada vs. Cile
| Canada 2 | Unipol Arena, Bologna, Italia 16 settembre 2023 Cemento (indoor) | Unipol Arena, Bologna, Italia 16 settembre 2023 Cemento (indoor)                | Cile 1 |      |   |  |
| \| \| \| \| 1 \| 2 \| 3 \| \| \| - \| \| ------------------------------------------------------------------------------- \| --- \| ---- \| - \| \| \| 1 \| \| Alexis Galarneau Alejandro Tabilo \| 6 3 \| 7 65 \| \| \| \| 2 \| \| Gabriel Diallo Nicolás Jarry \| 4 6 \| 4 6 \| \| \| \| 3 \| \| Vasek Pospisil / Alexis Galarneau Marcelo Tomás Barrios Vera / Alejandro Tabilo \| 6 3 \| 7 67 \| \| \| |                                                                  |                                                                                 |        |      |   |  |
| |                                                                  |                                                                                 | 1      | 2    | 3 |  |
| 1 | Canada (bandiera) · Cile (bandiera)                              | Alexis Galarneau Alejandro Tabilo                                               | 6 3    | 7 65 |   |  |
| 2 | Canada (bandiera) · Cile (bandiera)                              | Gabriel Diallo Nicolás Jarry                                                    | 4 6    | 4 6  |   |  |
| 3 | Canada (bandiera) · Cile (bandiera)                              | Vasek Pospisil / Alexis Galarneau Marcelo Tomás Barrios Vera / Alejandro Tabilo | 6 3    | 7 67 |   |  |

#### Italia vs. Svezia
| Italia 2 | Unipol Arena, Bologna, Italia 17 settembre 2023 Cemento (indoor) | Unipol Arena, Bologna, Italia 17 settembre 2023 Cemento (indoor) | Svezia 1 |      |          |  |
| \| \| \| \| 1 \| 2 \| 3 \| \| \| - \| \| ---------------------------------------------------------------- \| --- \| ---- \| -------- \| \| \| 1 \| \| Matteo Arnaldi Leo Borg \| 6 4 \| 6 3 \| \| \| \| 2 \| \| Lorenzo Sonego Elias Ymer \| 6 4 \| 6 4 \| \| \| \| 3 \| \| Lorenzo Musetti / Simone Bolelli Filip Bergevi / André Göransson \| 6 4 \| 64 7 \| [8] [10] \| \| |                                                                  |                                                                  |          |      |          |  |
| |                                                                  |                                                                  | 1        | 2    | 3        |  |
| 1 | Italia (bandiera) · Svezia (bandiera)                            | Matteo Arnaldi Leo Borg                                          | 6 4      | 6 3  |          |  |
| 2 | Italia (bandiera) · Svezia (bandiera)                            | Lorenzo Sonego Elias Ymer                                        | 6 4      | 6 4  |          |  |
| 3 | Italia (bandiera) · Svezia (bandiera)                            | Lorenzo Musetti / Simone Bolelli Filip Bergevi / André Göransson | 6 4      | 64 7 | [8] [10] |  |

### Gruppo B
Gli incontri del Gruppo B si sono disputati all'AO Arena di Manchester, nel Regno Unito.
| Pos. | Nazione       | V–P | Match V–P | Set V–P | Game V–P |
| ---- | ------------- | --- | --------- | ------- | -------- |
| 1    | Gran Bretagna | 3–0 | 6–3       | 13–11   | 129–122  |
| 2    | Australia     | 2–1 | 6–3       | 14–6    | 113–94   |
| 3    | Francia       | 1–2 | 5–4       | 12–10   | 117–106  |
| 4    | Svizzera      | 0–3 | 1–8       | 4–16    | 78–115   |

#### Francia vs. Svizzera
| Francia 3 | AO Arena, Manchester, Regno Unito 12 settembre 2023 Cemento (indoor) | AO Arena, Manchester, Regno Unito 12 settembre 2023 Cemento (indoor)       | Svizzera 0 |     |     |  |
| \| \| \| \| 1 \| 2 \| 3 \| \| \| - \| \| -------------------------------------------------------------------------- \| --- \| --- \| --- \| \| \| 1 \| \| Adrian Mannarino Dominic Stricker \| 3 6 \| 6 1 \| 6 4 \| \| \| 2 \| \| Ugo Humbert Stan Wawrinka \| 6 4 \| 6 4 \| \| \| \| 3 \| \| Nicolas Mahut / Édouard Roger-Vasselin Leandro Riedi / Alexander Ritschard \| 6 2 \| 6 2 \| \| \| |                                                                      |                                                                            |            |     |     |  |
| |                                                                      |                                                                            | 1          | 2   | 3   |  |
| 1 | Francia (bandiera) · Svizzera (bandiera)                             | Adrian Mannarino Dominic Stricker                                          | 3 6        | 6 1 | 6 4 |  |
| 2 | Francia (bandiera) · Svizzera (bandiera)                             | Ugo Humbert Stan Wawrinka                                                  | 6 4        | 6 4 |     |  |
| 3 | Francia (bandiera) · Svizzera (bandiera)                             | Nicolas Mahut / Édouard Roger-Vasselin Leandro Riedi / Alexander Ritschard | 6 2        | 6 2 |     |  |

#### Australia vs. Gran Bretagna
| Australia 1 | AO Arena, Manchester, Regno Unito 13 settembre 2023 Cemento (indoor) | AO Arena, Manchester, Regno Unito 13 settembre 2023 Cemento (indoor) | Gran Bretagna 2 |     |      |  |
| \| \| \| \| 1 \| 2 \| 3 \| \| \| - \| \| ------------------------------------------------------- \| ---- \| --- \| ---- \| \| \| 1 \| \| Thanasi Kokkinakis Jack Draper \| 7 6 \| 3 6 \| 64 7 \| \| \| 2 \| \| Alex de Minaur Daniel Evans \| 1 6 \| 6 2 \| 4 6 \| \| \| 3 \| \| Matthew Ebden / Max Purcell Daniel Evans / Neal Skupski \| 7 65 \| 6 4 \| \| \| |                                                                      |                                                                      |                 |     |      |  |
| |                                                                      |                                                                      | 1               | 2   | 3    |  |
| 1 | Australia (bandiera) · Gran Bretagna (bandiera)                      | Thanasi Kokkinakis Jack Draper                                       | 7 6             | 3 6 | 64 7 |  |
| 2 | Australia (bandiera) · Gran Bretagna (bandiera)                      | Alex de Minaur Daniel Evans                                          | 1 6             | 6 2 | 4 6  |  |
| 3 | Australia (bandiera) · Gran Bretagna (bandiera)                      | Matthew Ebden / Max Purcell Daniel Evans / Neal Skupski              | 7 65            | 6 4 |      |  |

#### Australia vs. Francia
| Australia 2 | AO Arena, Manchester, Regno Unito 14 settembre 2023 Cemento (indoor) | AO Arena, Manchester, Regno Unito 14 settembre 2023 Cemento (indoor) | Francia 1 |     |   |  |
| \| \| \| \| 1 \| 2 \| 3 \| \| \| - \| \| ------------------------------------------------------------------ \| ---- \| --- \| - \| \| \| 1 \| \| Max Purcell Adrian Mannarino \| 64 7 \| 4 6 \| \| \| \| 2 \| \| Alex de Minaur Ugo Humbert \| 7 62 \| 6 3 \| \| \| \| 3 \| \| Matthew Ebden / Max Purcell Nicolas Mahut / Édouard Roger-Vasselin \| 7 5 \| 6 3 \| \| \| |                                                                      |                                                                      |           |     |   |  |
| |                                                                      |                                                                      | 1         | 2   | 3 |  |
| 1 | Australia (bandiera) · Francia (bandiera)                            | Max Purcell Adrian Mannarino                                         | 64 7      | 4 6 |   |  |
| 2 | Australia (bandiera) · Francia (bandiera)                            | Alex de Minaur Ugo Humbert                                           | 7 62      | 6 3 |   |  |
| 3 | Australia (bandiera) · Francia (bandiera)                            | Matthew Ebden / Max Purcell Nicolas Mahut / Édouard Roger-Vasselin   | 7 5       | 6 3 |   |  |

#### Gran Bretagna vs. Svizzera
| Gran Bretagna 2 | AO Arena, Manchester, Regno Unito 15 settembre 2023 Cemento (indoor) | AO Arena, Manchester, Regno Unito 15 settembre 2023 Cemento (indoor) | Svizzera 1 |     |     |  |
| \| \| \| \| 1 \| 2 \| 3 \| \| \| - \| \| ----------------------------------------------------------------- \| ---- \| --- \| --- \| \| \| 1 \| \| Andy Murray Leandro Riedi \| 67 7 \| 6 4 \| 6 4 \| \| \| 2 \| \| Cameron Norrie Stan Wawrinka \| 5 7 \| 4 6 \| \| \| \| 3 \| \| Daniel Evans / Neal Skupski Marc-Andrea Hüsler / Dominic Stricker \| 6 3 \| 6 3 \| \| \| |                                                                      |                                                                      |            |     |     |  |
| |                                                                      |                                                                      | 1          | 2   | 3   |  |
| 1 | Gran Bretagna (bandiera) · Svizzera (bandiera)                       | Andy Murray Leandro Riedi                                            | 67 7       | 6 4 | 6 4 |  |
| 2 | Gran Bretagna (bandiera) · Svizzera (bandiera)                       | Cameron Norrie Stan Wawrinka                                         | 5 7        | 4 6 |     |  |
| 3 | Gran Bretagna (bandiera) · Svizzera (bandiera)                       | Daniel Evans / Neal Skupski Marc-Andrea Hüsler / Dominic Stricker    | 6 3        | 6 3 |     |  |

#### Australia vs. Svizzera
| Australia 3 | AO Arena, Manchester, Regno Unito 16 settembre 2023 Cemento (indoor) | AO Arena, Manchester, Regno Unito 16 settembre 2023 Cemento (indoor) | Svizzera 0 |     |   |  |
| \| \| \| \| 1 \| 2 \| 3 \| \| \| - \| \| ----------------------------------------------------------------- \| --- \| --- \| - \| \| \| 1 \| \| Thanasi Kokkinakis Dominic Stricker \| 6 3 \| 7 5 \| \| \| \| 2 \| \| Alex de Minaur Marc-Andrea Hüsler \| 6 4 \| 6 3 \| \| \| \| 3 \| \| Matthew Ebden / Max Purcell Marc-Andrea Hüsler / Dominic Stricker \| 6 2 \| 6 4 \| \| \| |                                                                      |                                                                      |            |     |   |  |
| |                                                                      |                                                                      | 1          | 2   | 3 |  |
| 1 | Australia (bandiera) · Svizzera (bandiera)                           | Thanasi Kokkinakis Dominic Stricker                                  | 6 3        | 7 5 |   |  |
| 2 | Australia (bandiera) · Svizzera (bandiera)                           | Alex de Minaur Marc-Andrea Hüsler                                    | 6 4        | 6 3 |   |  |
| 3 | Australia (bandiera) · Svizzera (bandiera)                           | Matthew Ebden / Max Purcell Marc-Andrea Hüsler / Dominic Stricker    | 6 2        | 6 4 |   |  |

#### Gran Bretagna vs. Francia
| Gran Bretagna 2 | AO Arena, Manchester, Regno Unito 17 settembre 2023 Cemento (indoor) | AO Arena, Manchester, Regno Unito 17 settembre 2023 Cemento (indoor) | Francia 1 |      |     |  |
| \| \| \| \| 1 \| 2 \| 3 \| \| \| - \| \| ------------------------------------------------------------------ \| ---- \| ---- \| --- \| \| \| 1 \| \| Daniel Evans Arthur Fils \| 3 6 \| 6 3 \| 6 4 \| \| \| 2 \| \| Cameron Norrie Ugo Humbert \| 65 7 \| 6 3 \| 5 7 \| \| \| 3 \| \| Daniel Evans / Neal Skupski Édouard Roger-Vasselin / Nicolas Mahut \| 1 6 \| 7 64 \| 7 6 \| \| |                                                                      |                                                                      |           |      |     |  |
| |                                                                      |                                                                      | 1         | 2    | 3   |  |
| 1 | Gran Bretagna (bandiera) · Francia (bandiera)                        | Daniel Evans Arthur Fils                                             | 3 6       | 6 3  | 6 4 |  |
| 2 | Gran Bretagna (bandiera) · Francia (bandiera)                        | Cameron Norrie Ugo Humbert                                           | 65 7      | 6 3  | 5 7 |  |
| 3 | Gran Bretagna (bandiera) · Francia (bandiera)                        | Daniel Evans / Neal Skupski Édouard Roger-Vasselin / Nicolas Mahut   | 1 6       | 7 64 | 7 6 |  |

### Gruppo C
Gli incontri del Gruppo C si sono disputati a Valencia, in Spagna.
| Pos. | Nazione       | V–P | Match V–P | Set V–P | Game V–P |
| ---- | ------------- | --- | --------- | ------- | -------- |
| 1    | Rep. Ceca     | 3–0 | 9–0       | 18–4    | 130—100  |
| 2    | Serbia        | 2–1 | 6–3       | 13–8    | 110—101  |
| 3    | Spagna        | 1–2 | 2–7       | 6–14    | 99—112   |
| 4    | Corea del Sud | 0–3 | 1–8       | 6–17    | 103—129  |

#### Serbia vs. Corea del Sud
| Serbia 3 | Pavelló Municipal Font de San Lluís, Valencia, Spagna 12 settembre 2023 Cemento (indoor) | Pavelló Municipal Font de San Lluís, Valencia, Spagna 12 settembre 2023 Cemento (indoor) | Corea del Sud 0 |      |      |  |
| \| \| \| \| 1 \| 2 \| 3 \| \| \| - \| \| ----------------------------------------------------------- \| --- \| ---- \| ---- \| \| \| 1 \| \| Dušan Lajović Hong Seong-chan \| 6 4 \| 7 63 \| \| \| \| 2 \| \| Laslo Đere Kwon Soon-woo \| 4 6 \| 6 2 \| 6 2 \| \| \| 3 \| \| Nikola Ćaćić / Miomir Kecmanović Nam Ji-sung / Song Min-kyu \| 3 6 \| 6 4 \| 7 65 \| \| |                                                                                          |                                                                                          |                 |      |      |  |
| |                                                                                          |                                                                                          | 1               | 2    | 3    |  |
| 1 | Serbia (bandiera) · Corea del Sud (bandiera)                                             | Dušan Lajović Hong Seong-chan                                                            | 6 4             | 7 63 |      |  |
| 2 | Serbia (bandiera) · Corea del Sud (bandiera)                                             | Laslo Đere Kwon Soon-woo                                                                 | 4 6             | 6 2  | 6 2  |  |
| 3 | Serbia (bandiera) · Corea del Sud (bandiera)                                             | Nikola Ćaćić / Miomir Kecmanović Nam Ji-sung / Song Min-kyu                              | 3 6             | 6 4  | 7 65 |  |

#### Spagna vs. Repubblica Ceca
| Spagna 0 | Pavelló Municipal Font de San Lluís, Valencia, Spagna 13 settembre 2023 Cemento (indoor) | Pavelló Municipal Font de San Lluís, Valencia, Spagna 13 settembre 2023 Cemento (indoor) | Rep. Ceca 3 |     |     |  |
| \| \| \| \| 1 \| 2 \| 3 \| \| \| - \| \| ---------------------------------------------------------------------------- \| ---- \| --- \| --- \| \| \| 1 \| \| Bernabé Zapata Miralles Tomáš Macháč \| 4 6 \| 4 6 \| \| \| \| 2 \| \| Alejandro Davidovich Fokina Jiří Lehečka \| 65 7 \| 5 7 \| \| \| \| 3 \| \| Alejandro Davidovich Fokina / Marcel Granollers Jiří Lehečka / Adam Pavlásek \| 7 5 \| 6 7 \| 4 6 \| \| |                                                                                          |                                                                                          |             |     |     |  |
| |                                                                                          |                                                                                          | 1           | 2   | 3   |  |
| 1 | Spagna (bandiera) · Rep. Ceca (bandiera)                                                 | Bernabé Zapata Miralles Tomáš Macháč                                                     | 4 6         | 4 6 |     |  |
| 2 | Spagna (bandiera) · Rep. Ceca (bandiera)                                                 | Alejandro Davidovich Fokina Jiří Lehečka                                                 | 65 7        | 5 7 |     |  |
| 3 | Spagna (bandiera) · Rep. Ceca (bandiera)                                                 | Alejandro Davidovich Fokina / Marcel Granollers Jiří Lehečka / Adam Pavlásek             | 7 5         | 6 7 | 4 6 |  |

#### Repubblica Ceca vs. Corea del Sud
| Rep. Ceca 3 | Pavelló Municipal Font de San Lluís, Valencia, Spagna 14 settembre 2023 Cemento (indoor) | Pavelló Municipal Font de San Lluís, Valencia, Spagna 14 settembre 2023 Cemento (indoor) | Corea del Sud 0 |      |     |  |
| \| \| \| \| 1 \| 2 \| 3 \| \| \| - \| \| ------------------------------------------------------- \| ---- \| ---- \| --- \| \| \| 1 \| \| Tomáš Macháč Hong Seong-chan \| 7 68 \| 4 6 \| 6 2 \| \| \| 2 \| \| Jiří Lehečka Kwon Soon-woo \| 6 1 \| 7 5 \| \| \| \| 3 \| \| Jakub Menšík / Adam Pavlásek Nam Ji-sung / Song Min-kyu \| 3 6 \| 7 65 \| 6 4 \| \| |                                                                                          |                                                                                          |                 |      |     |  |
| |                                                                                          |                                                                                          | 1               | 2    | 3   |  |
| 1 | Rep. Ceca (bandiera) · Corea del Sud (bandiera)                                          | Tomáš Macháč Hong Seong-chan                                                             | 7 68            | 4 6  | 6 2 |  |
| 2 | Rep. Ceca (bandiera) · Corea del Sud (bandiera)                                          | Jiří Lehečka Kwon Soon-woo                                                               | 6 1             | 7 5  |     |  |
| 3 | Rep. Ceca (bandiera) · Corea del Sud (bandiera)                                          | Jakub Menšík / Adam Pavlásek Nam Ji-sung / Song Min-kyu                                  | 3 6             | 7 65 | 6 4 |  |

#### Spagna vs. Serbia
| Spagna 0 | Pavelló Municipal Font de San Lluís, Valencia, Spagna 15 settembre 2023 Cemento (indoor) | Pavelló Municipal Font de San Lluís, Valencia, Spagna 15 settembre 2023 Cemento (indoor) | Serbia 3 |       |   |  |
| \| \| \| \| 1 \| 2 \| 3 \| \| \| - \| \| -------------------------------------------------------------------------------- \| --- \| ----- \| - \| \| \| 1 \| \| Albert Ramos Viñolas Laslo Đere \| 4 6 \| 4 6 \| \| \| \| 2 \| \| Alejandro Davidovich Fokina Novak Đoković \| 3 6 \| 4 6 \| \| \| \| 3 \| \| Alejandro Davidovich Fokina / Marcel Granollers Nikola Ćaćić / Miomir Kecmanović \| 4 6 \| 613 7 \| \| \| |                                                                                          |                                                                                          |          |       |   |  |
| |                                                                                          |                                                                                          | 1        | 2     | 3 |  |
| 1 | Spagna (bandiera) · Serbia (bandiera)                                                    | Albert Ramos Viñolas Laslo Đere                                                          | 4 6      | 4 6   |   |  |
| 2 | Spagna (bandiera) · Serbia (bandiera)                                                    | Alejandro Davidovich Fokina Novak Đoković                                                | 3 6      | 4 6   |   |  |
| 3 | Spagna (bandiera) · Serbia (bandiera)                                                    | Alejandro Davidovich Fokina / Marcel Granollers Nikola Ćaćić / Miomir Kecmanović         | 4 6      | 613 7 |   |  |

#### Serbia vs. Repubblica Ceca
| Serbia 0 | Pavelló Municipal Font de San Lluís, Valencia, Spagna 16 settembre 2023 Cemento (indoor) | Pavelló Municipal Font de San Lluís, Valencia, Spagna 16 settembre 2023 Cemento (indoor) | Rep. Ceca 3 |      |          |  |
| \| \| \| \| 1 \| 2 \| 3 \| \| \| - \| \| --------------------------------------------------------- \| ---- \| ---- \| -------- \| \| \| 1 \| \| Dušan Lajović Jakub Menšík \| 3 6 \| 2 6 \| \| \| \| 2 \| \| Laslo Đere Jiří Lehečka \| 67 7 \| 5 7 \| \| \| \| 3 \| \| Nikola Ćaćić / Novak Đoković Tomáš Macháč / Adam Pavlásek \| 5 7 \| 7 67 \| [3] [10] \| \| |                                                                                          |                                                                                          |             |      |          |  |
| |                                                                                          |                                                                                          | 1           | 2    | 3        |  |
| 1 | Serbia (bandiera) · Rep. Ceca (bandiera)                                                 | Dušan Lajović Jakub Menšík                                                               | 3 6         | 2 6  |          |  |
| 2 | Serbia (bandiera) · Rep. Ceca (bandiera)                                                 | Laslo Đere Jiří Lehečka                                                                  | 67 7        | 5 7  |          |  |
| 3 | Serbia (bandiera) · Rep. Ceca (bandiera)                                                 | Nikola Ćaćić / Novak Đoković Tomáš Macháč / Adam Pavlásek                                | 5 7         | 7 67 | [3] [10] |  |

#### Spagna vs. Corea del Sud
| Spagna 2 | Pavelló Municipal Font de San Lluís, Valencia, Spagna 17 settembre 2023 Cemento (indoor) | Pavelló Municipal Font de San Lluís, Valencia, Spagna 17 settembre 2023 Cemento (indoor) | Corea del Sud 1 |     |          |  |
| \| \| \| \| 1 \| 2 \| 3 \| \| \| - \| \| ------------------------------------------------------------------- \| ---- \| --- \| -------- \| \| \| 1 \| \| Bernabé Zapata Miralles Hong Seong-chan \| 6 4 \| 7 5 \| \| \| \| 2 \| \| Alejandro Davidovich Fokina Kwon Soon-woo \| 6 4 \| 6 4 \| \| \| \| 3 \| \| Marcel Granollers / Albert Ramos Viñolas Nam Ji-sung / Song Min-kyu \| 7 62 \| 6 7 \| [8] [10] \| \| |                                                                                          |                                                                                          |                 |     |          |  |
| |                                                                                          |                                                                                          | 1               | 2   | 3        |  |
| 1 | Spagna (bandiera) · Corea del Sud (bandiera)                                             | Bernabé Zapata Miralles Hong Seong-chan                                                  | 6 4             | 7 5 |          |  |
| 2 | Spagna (bandiera) · Corea del Sud (bandiera)                                             | Alejandro Davidovich Fokina Kwon Soon-woo                                                | 6 4             | 6 4 |          |  |
| 3 | Spagna (bandiera) · Corea del Sud (bandiera)                                             | Marcel Granollers / Albert Ramos Viñolas Nam Ji-sung / Song Min-kyu                      | 7 62            | 6 7 | [8] [10] |  |

### Gruppo D
Gli incontri del Gruppo D si sono disputati all'Arena Gripe di Spalato, in Croazia.
| Pos. | Nazione     | V–P | Match V–P | Set V–P | Game V–P |
| ---- | ----------- | --- | --------- | ------- | -------- |
| 1    | Paesi Bassi | 2–1 | 5–4       | 13–11   | 131–120  |
| 2    | Finlandia   | 2–1 | 6–3       | 13–9    | 116–118  |
| 3    | Stati Uniti | 1–2 | 3–6       | 9–14    | 125–124  |
| 4    | Croazia     | 1–2 | 4–5       | 11–12   | 111–121  |

#### Paesi Bassi vs. Finlandia
| Paesi Bassi 2 | Arena Gripe, Spalato, Croazia 12 settembre 2023 Cemento (indoor) | Arena Gripe, Spalato, Croazia 12 settembre 2023 Cemento (indoor)            | Finlandia 1 |      |     |  |
| \| \| \| \| 1 \| 2 \| 3 \| \| \| - \| \| --------------------------------------------------------------------------- \| ---- \| ---- \| --- \| \| \| 1 \| \| Botic van de Zandschulp Otto Virtanen \| 60 7 \| 4 6 \| \| \| \| 2 \| \| Tallon Griekspoor Emil Ruusuvuori \| 7 67 \| 6 3 \| \| \| \| 3 \| \| Wesley Koolhof / Matwé Middelkoop Harri Heliövaara / Patrik Niklas-Salminen \| 6 4 \| 65 7 \| 6 3 \| \| |                                                                  |                                                                             |             |      |     |  |
| |                                                                  |                                                                             | 1           | 2    | 3   |  |
| 1 | Paesi Bassi (bandiera) · Finlandia (bandiera)                    | Botic van de Zandschulp Otto Virtanen                                       | 60 7        | 4 6  |     |  |
| 2 | Paesi Bassi (bandiera) · Finlandia (bandiera)                    | Tallon Griekspoor Emil Ruusuvuori                                           | 7 67        | 6 3  |     |  |
| 3 | Paesi Bassi (bandiera) · Finlandia (bandiera)                    | Wesley Koolhof / Matwé Middelkoop Harri Heliövaara / Patrik Niklas-Salminen | 6 4         | 65 7 | 6 3 |  |

#### Croazia vs. Stati Uniti
| Croazia 1 | Arena Gripe, Spalato, Croazia 13 settembre 2023 Cemento (indoor) | Arena Gripe, Spalato, Croazia 13 settembre 2023 Cemento (indoor) | Stati Uniti 2 |      |     |  |
| \| \| \| \| 1 \| 2 \| 3 \| \| \| - \| \| ---------------------------------------------------- \| ---- \| ---- \| --- \| \| \| 1 \| \| Dino Prižmić Mackenzie McDonald \| 4 6 \| 2 6 \| \| \| \| 2 \| \| Borna Gojo Frances Tiafoe \| 6 4 \| 7 6 \| \| \| \| 3 \| \| Ivan Dodig / Mate Pavić Austin Krajicek / Rajeev Ram \| 65 7 \| 7 63 \| 2 6 \| \| |                                                                  |                                                                  |               |      |     |  |
| |                                                                  |                                                                  | 1             | 2    | 3   |  |
| 1 | Croazia (bandiera) · Stati Uniti (bandiera)                      | Dino Prižmić Mackenzie McDonald                                  | 4 6           | 2 6  |     |  |
| 2 | Croazia (bandiera) · Stati Uniti (bandiera)                      | Borna Gojo Frances Tiafoe                                        | 6 4           | 7 6  |     |  |
| 3 | Croazia (bandiera) · Stati Uniti (bandiera)                      | Ivan Dodig / Mate Pavić Austin Krajicek / Rajeev Ram             | 65 7          | 7 63 | 2 6 |  |

#### Paesi Bassi vs. Stati Uniti
| Paesi Bassi 2 | Arena Gripe, Spalato, Croazia 14 settembre 2023 Cemento (indoor) | Arena Gripe, Spalato, Croazia 14 settembre 2023 Cemento (indoor) | Stati Uniti 1 |      |      |  |
| \| \| \| \| 1 \| 2 \| 3 \| \| \| - \| \| -------------------------------------------------------------- \| ---- \| ---- \| ---- \| \| \| 1 \| \| Botic van de Zandschulp Tommy Paul \| 7 62 \| 6 2 \| \| \| \| 2 \| \| Tallon Griekspoor Frances Tiafoe \| 6 3 \| 67 7 \| 7 62 \| \| \| 3 \| \| Wesley Koolhof / Matwé Middelkoop Austin Krajicek / Rajeev Ram \| 7 65 \| 63 7 \| 3 6 \| \| |                                                                  |                                                                  |               |      |      |  |
| |                                                                  |                                                                  | 1             | 2    | 3    |  |
| 1 | Paesi Bassi (bandiera) · Stati Uniti (bandiera)                  | Botic van de Zandschulp Tommy Paul                               | 7 62          | 6 2  |      |  |
| 2 | Paesi Bassi (bandiera) · Stati Uniti (bandiera)                  | Tallon Griekspoor Frances Tiafoe                                 | 6 3           | 67 7 | 7 62 |  |
| 3 | Paesi Bassi (bandiera) · Stati Uniti (bandiera)                  | Wesley Koolhof / Matwé Middelkoop Austin Krajicek / Rajeev Ram   | 7 65          | 63 7 | 3 6  |  |

#### Croazia vs. Finlandia
| Croazia 1 | Arena Gripe, Spalato, Croazia 15 settembre 2023 Cemento (indoor) | Arena Gripe, Spalato, Croazia 15 settembre 2023 Cemento (indoor)  | Finlandia 2 |      |     |  |
| \| \| \| \| 1 \| 2 \| 3 \| \| \| - \| \| ----------------------------------------------------------------- \| ---- \| ---- \| --- \| \| \| 1 \| \| Dino Prižmić Otto Virtanen \| 4 6 \| 6 3 \| 3 6 \| \| \| 2 \| \| Borna Gojo Emil Ruusuvuori \| 63 7 \| 4 6 \| \| \| \| 3 \| \| Ivan Dodig / Mate Pavić Harri Heliövaara / Patrik Niklas-Salminen \| 6 4 \| 7 61 \| \| \| |                                                                  |                                                                   |             |      |     |  |
| |                                                                  |                                                                   | 1           | 2    | 3   |  |
| 1 | Croazia (bandiera) · Finlandia (bandiera)                        | Dino Prižmić Otto Virtanen                                        | 4 6         | 6 3  | 3 6 |  |
| 2 | Croazia (bandiera) · Finlandia (bandiera)                        | Borna Gojo Emil Ruusuvuori                                        | 63 7        | 4 6  |     |  |
| 3 | Croazia (bandiera) · Finlandia (bandiera)                        | Ivan Dodig / Mate Pavić Harri Heliövaara / Patrik Niklas-Salminen | 6 4         | 7 61 |     |  |

#### Stati Uniti vs. Finlandia
| Stati Uniti 0 | Arena Gripe, Spalato, Croazia 16 settembre 2023 Cemento (indoor) | Arena Gripe, Spalato, Croazia 16 settembre 2023 Cemento (indoor)   | Finlandia 3 |      |          |  |
| \| \| \| \| 1 \| 2 \| 3 \| \| \| - \| \| ------------------------------------------------------------------ \| ---- \| ---- \| -------- \| \| \| 1 \| \| Mackenzie McDonald Otto Virtanen \| 65 7 \| 6 1 \| 67 7 \| \| \| 2 \| \| Tommy Paul Emil Ruusuvuori \| 61 7 \| 4 6 \| \| \| \| 3 \| \| Austin Krajicek / Rajeev Ram Harri Heliövaara / Patrick Kaukovalta \| 7 6 \| 65 7 \| [8] [10] \| \| |                                                                  |                                                                    |             |      |          |  |
| |                                                                  |                                                                    | 1           | 2    | 3        |  |
| 1 | Stati Uniti (bandiera) · Finlandia (bandiera)                    | Mackenzie McDonald Otto Virtanen                                   | 65 7        | 6 1  | 67 7     |  |
| 2 | Stati Uniti (bandiera) · Finlandia (bandiera)                    | Tommy Paul Emil Ruusuvuori                                         | 61 7        | 4 6  |          |  |
| 3 | Stati Uniti (bandiera) · Finlandia (bandiera)                    | Austin Krajicek / Rajeev Ram Harri Heliövaara / Patrick Kaukovalta | 7 6         | 65 7 | [8] [10] |  |

#### Croazia vs. Paesi Bassi
| Croazia 2 | Arena Gripe, Spalato, Croazia 17 settembre 2023 Cemento (indoor) | Arena Gripe, Spalato, Croazia 17 settembre 2023 Cemento (indoor) | Paesi Bassi 1 |      |      |  |
| \| \| \| \| 1 \| 2 \| 3 \| \| \| - \| \| ------------------------------------------------------------- \| --- \| ---- \| ---- \| \| \| 1 \| \| Duje Ajduković Botic van de Zandschulp \| 3 6 \| 6 3 \| 5 7 \| \| \| 2 \| \| Borna Gojo Tallon Griekspoor \| 4 6 \| 7 62 \| 6 4 \| \| \| 3 \| \| Duje Ajduković / Mate Pavić Wesley Koolhof / Matwé Middelkoop \| 3 6 \| 6 4 \| 10 8 \| \| |                                                                  |                                                                  |               |      |      |  |
| |                                                                  |                                                                  | 1             | 2    | 3    |  |
| 1 | Croazia (bandiera) · Paesi Bassi (bandiera)                      | Duje Ajduković Botic van de Zandschulp                           | 3 6           | 6 3  | 5 7  |  |
| 2 | Croazia (bandiera) · Paesi Bassi (bandiera)                      | Borna Gojo Tallon Griekspoor                                     | 4 6           | 7 62 | 6 4  |  |
| 3 | Croazia (bandiera) · Paesi Bassi (bandiera)                      | Duje Ajduković / Mate Pavić Wesley Koolhof / Matwé Middelkoop    | 3 6           | 6 4  | 10 8 |  |

## Fase a eliminazione diretta

### Tabellone
|  | Quarti di finale | Quarti di finale | Quarti di finale |           |           | Semifinali | Semifinali | Semifinali |  |  | Finale | Finale | Finale |  |
|  |                  |                  |                  |           |           |            |            |            |  |  |        |        |        |  |
|  | Canada           | Canada           | 1                |           |           |            |            |            |  |  |        |        |        |  |
|  | Canada           | Canada           | 1                |           |           |            |            |            |  |  |        |        |        |  |
|  | Finlandia        | Finlandia        | 2                |           |           |            |            |            |  |  |        |        |        |  |
|  | Finlandia        | Finlandia        | 2                |           | Finlandia | Finlandia  | 0          |            |  |  |        |        |        |  |
|  |                  |                  |                  |           | Finlandia | Finlandia  | 0          |            |  |  |        |        |        |  |
|  |                  |                  | Australia        | Australia | 2         |            |            |            |  |  |        |        |        |  |
|  | Rep. Ceca        | Rep. Ceca        | Australia        | Australia | 2         | 1          |            |            |  |  |        |        |        |  |
|  | Rep. Ceca        | Rep. Ceca        |                  |           |           |            |            |            |  |  |        |        |        |  |
|  | Australia        | Australia        | 2                |           |           |            |            |            |  |  |        |        |        |  |
|  | Australia        | Australia        | 2                |           | Australia | Australia  | 0          |            |  |  |        |        |        |  |
|  |                  |                  |                  |           |           |            |            |            |  |  |        |        |        |  |
|  |                  |                  | Italia           | Italia    | 2         |            |            |            |  |  |        |        |        |  |
|  | Italia           | Italia           | Italia           | Italia    | 2         | 2          |            |            |  |  |        |        |        |  |
|  | Italia           | Italia           |                  |           |           |            |            |            |  |  |        |        |        |  |
|  | Paesi Bassi      | Paesi Bassi      | 1                |           |           |            |            |            |  |  |        |        |        |  |
|  | Paesi Bassi      | Paesi Bassi      | 1                |           | Italia    | Italia     | 2          |            |  |  |        |        |        |  |
|  |                  |                  |                  |           | Italia    | Italia     | 2          |            |  |  |        |        |        |  |
|  |                  |                  | Serbia           | Serbia    | 1         |            |            |            |  |  |        |        |        |  |
|  | Serbia           | Serbia           | Serbia           | Serbia    | 1         | 2          |            |            |  |  |        |        |        |  |
|  | Serbia           | Serbia           |                  |           |           |            |            |            |  |  |        |        |        |  |
|  | Gran Bretagna    | Gran Bretagna    | 0                |           |           |            |            |            |  |  |        |        |        |  |

### Quarti di finale

#### Canada vs. Finlandia
| Canada 1 | Palacio de Deportes José María Martín Carpena, Malaga, Spagna 21 novembre 2023 Cemento (indoor) | Palacio de Deportes José María Martín Carpena, Malaga, Spagna 21 novembre 2023 Cemento (indoor) | Finlandia 2 |     |   |  |
| \| \| \| \| 1 \| 2 \| 3 \| \| \| - \| \| ------------------------------------------------------------------ \| --- \| --- \| - \| \| \| 1 \| \| Milos Raonic Patrick Kaukovalta \| 6 3 \| 7 5 \| \| \| \| 2 \| \| Gabriel Diallo Otto Virtanen \| 4 6 \| 5 7 \| \| \| \| 3 \| \| Alexis Galarneau / Vasek Pospisil Harri Heliövaara / Otto Virtanen \| 5 7 \| 3 6 \| \| \| |                                                                                                 |                                                                                                 |             |     |   |  |
| |                                                                                                 |                                                                                                 | 1           | 2   | 3 |  |
| 1 | Canada (bandiera) · Finlandia (bandiera)                                                        | Milos Raonic Patrick Kaukovalta                                                                 | 6 3         | 7 5 |   |  |
| 2 | Canada (bandiera) · Finlandia (bandiera)                                                        | Gabriel Diallo Otto Virtanen                                                                    | 4 6         | 5 7 |   |  |
| 3 | Canada (bandiera) · Finlandia (bandiera)                                                        | Alexis Galarneau / Vasek Pospisil Harri Heliövaara / Otto Virtanen                              | 5 7         | 3 6 |   |  |

#### Repubblica Ceca vs. Australia
| Rep. Ceca 1 | Palacio de Deportes José María Martín Carpena, Malaga, Spagna 22 novembre 2023 Cemento (indoor) | Palacio de Deportes José María Martín Carpena, Malaga, Spagna 22 novembre 2023 Cemento (indoor) | Australia 2 |      |     |  |
| \| \| \| \| 1 \| 2 \| 3 \| \| \| - \| \| -------------------------------------------------------- \| --- \| ---- \| --- \| \| \| 1 \| \| Tomáš Macháč Jordan Thompson \| 6 4 \| 7 5 \| \| \| \| 2 \| \| Jiří Lehečka Alex de Minaur \| 6 4 \| 62 7 \| 5 7 \| \| \| 3 \| \| Jiří Lehečka / Adam Pavlásek Matthew Ebden / Max Purcell \| 4 6 \| 5 7 \| \| \| |                                                                                                 |                                                                                                 |             |      |     |  |
| |                                                                                                 |                                                                                                 | 1           | 2    | 3   |  |
| 1 | Rep. Ceca (bandiera) · Australia (bandiera)                                                     | Tomáš Macháč Jordan Thompson                                                                    | 6 4         | 7 5  |     |  |
| 2 | Rep. Ceca (bandiera) · Australia (bandiera)                                                     | Jiří Lehečka Alex de Minaur                                                                     | 6 4         | 62 7 | 5 7 |  |
| 3 | Rep. Ceca (bandiera) · Australia (bandiera)                                                     | Jiří Lehečka / Adam Pavlásek Matthew Ebden / Max Purcell                                        | 4 6         | 5 7  |     |  |

#### Italia vs. Paesi Bassi
| Italia 2 | Palacio de Deportes José María Martín Carpena, Malaga, Spagna 23 novembre 2023 Cemento (indoor) | Palacio de Deportes José María Martín Carpena, Malaga, Spagna 23 novembre 2023 Cemento (indoor) | Paesi Bassi 1 |     |    |  |
| \| \| \| \| 1 \| 2 \| 3 \| \| \| - \| \| ----------------------------------------------------------------- \| ---- \| --- \| -- \| \| \| 1 \| \| Matteo Arnaldi Botic van de Zandschulp \| 7 6 \| 3 6 \| 67 \| \| \| 2 \| \| Jannik Sinner Tallon Griekspoor \| 7 63 \| 6 1 \| \| \| \| 3 \| \| Jannik Sinner / Lorenzo Sonego Tallon Griekspoor / Wesley Koolhof \| 6 3 \| 6 4 \| \| \| |                                                                                                 |                                                                                                 |               |     |    |  |
| |                                                                                                 |                                                                                                 | 1             | 2   | 3  |  |
| 1 | Italia (bandiera) · Paesi Bassi (bandiera)                                                      | Matteo Arnaldi Botic van de Zandschulp                                                          | 7 6           | 3 6 | 67 |  |
| 2 | Italia (bandiera) · Paesi Bassi (bandiera)                                                      | Jannik Sinner Tallon Griekspoor                                                                 | 7 63          | 6 1 |    |  |
| 3 | Italia (bandiera) · Paesi Bassi (bandiera)                                                      | Jannik Sinner / Lorenzo Sonego Tallon Griekspoor / Wesley Koolhof                               | 6 3           | 6 4 |    |  |

#### Serbia vs. Gran Bretagna
| Serbia 2 | Palacio de Deportes José María Martín Carpena, Malaga, Spagna 23 novembre 2023 Cemento (indoor) | Palacio de Deportes José María Martín Carpena, Malaga, Spagna 23 novembre 2023 Cemento (indoor) | Gran Bretagna 0 |     |   |             |
| \| \| \| \| 1 \| 2 \| 3 \| \| \| - \| \| ---------------------------------------------------------- \| ---- \| --- \| - \| ----------- \| \| 1 \| \| Miomir Kecmanović Jack Draper \| 7 62 \| 7 6 \| \| \| \| 2 \| \| Novak Đoković Cameron Norrie \| 6 4 \| 6 4 \| \| \| \| 3 \| \| Novak Đoković / Dušan Lajović Joe Salisbury / Neal Skupski \| \| \| \| non giocato \| |                                                                                                 |                                                                                                 |                 |     |   |             |
| |                                                                                                 |                                                                                                 | 1               | 2   | 3 |             |
| 1 | Serbia (bandiera) · Gran Bretagna (bandiera)                                                    | Miomir Kecmanović Jack Draper                                                                   | 7 62            | 7 6 |   |             |
| 2 | Serbia (bandiera) · Gran Bretagna (bandiera)                                                    | Novak Đoković Cameron Norrie                                                                    | 6 4             | 6 4 |   |             |
| 3 | Serbia (bandiera) · Gran Bretagna (bandiera)                                                    | Novak Đoković / Dušan Lajović Joe Salisbury / Neal Skupski                                      |                 |     |   | non giocato |

### Semifinali

#### Finlandia vs. Australia
| Finlandia 0 | Palacio de Deportes José María Martín Carpena, Malaga, Spagna 24 novembre 2023 Cemento (indoor) | Palacio de Deportes José María Martín Carpena, Malaga, Spagna 24 novembre 2023 Cemento (indoor) | Australia 2 |     |   |             |
| \| \| \| \| 1 \| 2 \| 3 \| \| \| - \| \| --------------------------------------------------------------------- \| ---- \| --- \| - \| ----------- \| \| 1 \| \| Otto Virtanen Alexei Popyrin \| 65 7 \| 2 6 \| \| \| \| 2 \| \| Emil Ruusuvuori Alex de Minaur \| 4 6 \| 3 6 \| \| \| \| 3 \| \| Harri Heliövaara / Patrik Niklas-Salminen Matthew Ebden / Max Purcell \| \| \| \| non giocato \| |                                                                                                 |                                                                                                 |             |     |   |             |
| |                                                                                                 |                                                                                                 | 1           | 2   | 3 |             |
| 1 | Finlandia (bandiera) · Australia (bandiera)                                                     | Otto Virtanen Alexei Popyrin                                                                    | 65 7        | 2 6 |   |             |
| 2 | Finlandia (bandiera) · Australia (bandiera)                                                     | Emil Ruusuvuori Alex de Minaur                                                                  | 4 6         | 3 6 |   |             |
| 3 | Finlandia (bandiera) · Australia (bandiera)                                                     | Harri Heliövaara / Patrik Niklas-Salminen Matthew Ebden / Max Purcell                           |             |     |   | non giocato |

#### Italia vs. Serbia
| Italia 2 | Palacio de Deportes José María Martín Carpena, Malaga, Spagna 25 novembre 2023 Cemento (indoor) | Palacio de Deportes José María Martín Carpena, Malaga, Spagna 25 novembre 2023 Cemento (indoor) | Serbia 1 |     |     |  |
| \| \| \| \| 1 \| 2 \| 3 \| \| \| - \| \| ---------------------------------------------------------------- \| ---- \| --- \| --- \| \| \| 1 \| \| Lorenzo Musetti Miomir Kecmanović \| 7 67 \| 2 6 \| 1 6 \| \| \| 2 \| \| Jannik Sinner Novak Đoković \| 6 2 \| 2 6 \| 7 5 \| \| \| 3 \| \| Jannik Sinner / Lorenzo Sonego Novak Đoković / Miomir Kecmanović \| 6 3 \| 6 4 \| \| \| |                                                                                                 |                                                                                                 |          |     |     |  |
| |                                                                                                 |                                                                                                 | 1        | 2   | 3   |  |
| 1 | Italia (bandiera) · Serbia (bandiera)                                                           | Lorenzo Musetti Miomir Kecmanović                                                               | 7 67     | 2 6 | 1 6 |  |
| 2 | Italia (bandiera) · Serbia (bandiera)                                                           | Jannik Sinner Novak Đoković                                                                     | 6 2      | 2 6 | 7 5 |  |
| 3 | Italia (bandiera) · Serbia (bandiera)                                                           | Jannik Sinner / Lorenzo Sonego Novak Đoković / Miomir Kecmanović                                | 6 3      | 6 4 |     |  |

### Finale

#### Australia vs. Italia
| Australia 0 | Palacio de Deportes José María Martín Carpena, Malaga, Spagna 26 novembre 2023 Cemento (indoor) | Palacio de Deportes José María Martín Carpena, Malaga, Spagna 26 novembre 2023 Cemento (indoor) | Italia 2 |     |     |             |
| \| \| \| \| 1 \| 2 \| 3 \| \| \| - \| \| ---------------------------------------------------------- \| --- \| --- \| --- \| ----------- \| \| 1 \| \| Alexei Popyrin Matteo Arnaldi \| 5 7 \| 6 2 \| 4 6 \| \| \| 2 \| \| Alex de Minaur Jannik Sinner \| 3 6 \| 0 6 \| \| \| \| 3 \| \| Matthew Ebden / Max Purcell Jannik Sinner / Lorenzo Sonego \| \| \| \| non giocato \| |                                                                                                 |                                                                                                 |          |     |     |             |
| |                                                                                                 |                                                                                                 | 1        | 2   | 3   |             |
| 1 | Australia (bandiera) · Italia (bandiera)                                                        | Alexei Popyrin Matteo Arnaldi                                                                   | 5 7      | 6 2 | 4 6 |             |
| 2 | Australia (bandiera) · Italia (bandiera)                                                        | Alex de Minaur Jannik Sinner                                                                    | 3 6      | 0 6 |     |             |
| 3 | Australia (bandiera) · Italia (bandiera)                                                        | Matthew Ebden / Max Purcell Jannik Sinner / Lorenzo Sonego                                      |          |     |     | non giocato |